# ティローカラート
ティローカラートは、ラーンナー王朝9番目の王である。単にティローク王とも。

## 伝記
ティローカラートはサームファンケーンの6番目の王子である。このため、即位前はターオ・ローク（6番目の王子）と呼ばれた。もともとはチエンマイの北にあるプラーオの国主に任命されていたが、父王に反抗的だとしてユワムターイ（現・メーホンソーン県のメーサリエン郡）に左遷されていた。
しかし、ターオ・ロークはサームデックヨーイを使って父親から王位を簒奪した。その後、ターオ・ソーイが王位を狙って兄に離反し、ターオ・ソーイはアユタヤのサームプラヤー（ボーロマラーチャー2世）と通じた。『アユタヤ王朝年代記ルワン・プラスート本』によればボーロマラーチャー（2世）は1442年、アユタヤを攻めたが攻略に失敗している。また、父王の住むムアンサート（現・ミャンマー・ムーンサート）に侵攻したが、ファーンの国主がサームファンケーンに加勢するなど内乱の様相を見せた。
この間、アユタヤはこの混乱に北のチエンマイを取ろうと画策する。一方でティローカラートは国内の混乱を収拾し内政を安定させることにつとめた。1443年、プレーを攻撃し、プレーの国王を帰順させた。これに刺激されナーンのカーオ王国はラーンナーと戦争を開始したが1450年ごろ平定された。
その後、1451年ピッサヌロークの国主プラヤー・ユティサティエンがアユタヤから離反しティローカラートに帰順した。これを機に、ティローカラートはカムペーンペットやスコータイを攻撃するがアユタヤの軍に撃退された。その後、1460年、プラヤー・チャリエン（シーサッチャナーライの国主）がアユタヤから離反し、ティローカラートを先導してピッサヌロークやカムペーンペットを得ようとしたが、失敗した。こうして、ラーンナーとアユタヤとの緊張が高まるなか、アユタヤ王トライローカナートは1463年、ピッサヌロークに遷都し、ラーンナーを牽制した。その後1475年、ラーンナーはアユタヤへ使者を送り友好を打ち立てた。こうして、ラーンナーとアユタヤの戦争は終わりを告げた。
その後、ラーンサーン王国にベトナムの黎朝皇帝黎聖宗（レ・タイントン）が侵入してきたが、このときティーローカラーはラーンサーン王国の王子の1人パニャー・サーイカーオを保護した。また黎聖宗は、ナーン経由でラーンナーに侵入してくるが、ティローカラートはこれをベトナムまで撃退し、パニャー・サーイカーオを擁立してラーンサーン国王とした。この後、ラーンナーとラーンサーンの間に強固な同盟関係が結ばれることとなる。
また、北方のムアンライカー、ムアンナーイ、シーポー、ムアンヨーンフワイなどに遠征し、多くの部族のタイ族12,328人を国内に連行し移住させた。また、チエンルン（景洪）方面にも出兵。1450年にはタイルー族を平定しラムプーンに移住させた。
こうして、ティローカラートは強力な王と見なされるようになり、『チエンマイ年代記』は「プラチャオ」という通常仏像にしか与えられない称号でティローカラートを呼び、現人神として扱っている。
また、ティローカラート王の治世には仏教文化が花開いた。まず、ティローカラートはランカウォンのシホン教派という教派を国内に導入し、ラムプーンからシーホン派（新ランカーウォン派）の僧メータンコーン大長老をチエンマイに呼んでワット・ラーチャモンティエンに住まわせた。また王自身もワット・パーデーンで出家している。また、ワット・チェットヨートで第8回世界結集が行われた。このときに編纂された三蔵経（トリピタカ、梵: Tripiṭaka）は現在でもラーンナー世界の一部で使われている。
またティローカラートは寺院を多く建造。ワット・パーデーン、ワット・パーターン、ワットチェットヨートなど多くの寺院が建立された。1468年にはラムパーンからエメラルド仏を運び出すことに成功。ワット・チェーディールワンに安置した。
このようにティローカラート王の治世はラーンナーでもっとも繁栄した時代となった。